# Dolicopterus
Dolicopterus — викопний рід птахів родини Сивкові (Charadriidae). Мешкали у ранньому олігоцені (28 млн років тому). Скам'янілі рештки були знайдені у пластах формації Ронзон у Франції.